# بيتر غودفري (لاعب كرة قدم)
بيتر غودفري (بالإنجليزية: Peter Godfrey)‏ (15 مارس 1938 - ) هو لاعب كرة قدم بريطاني في مركز جناح ‏. لعب مع تشارلتون أثلتيك.